# Fuerza Nacional Progresista
La Fuerza Nacional Progresista (también conocida como FNP), es un partido político minoritario de la República Dominicana. La FNP considera su posición en el espectro político como de Centroderecha, aunque las políticas que defiende (principalmente en temas morales y migratorios) lo colocan en el espectro como un partido de Extrema Derecha.
Usualmente se alía con partidos políticos más grandes, aunque desde 2014 ha permanecido como partido independiente. Tuvieron participación independiente en las elecciones presidenciales de 2016.

## Historia
La fundación de la FNP el 6 de julio de 1980, con el lema "Paz, Justicia, Libertad", por Marino Vinicio Castillo (Vincho), fue interpretada por muchos como la declaración de independencia de Joaquín Balaguer. El partido participó en elecciones generales por primera vez en 1982, con Vincho como candidato presidencial. No obstante, aunque la FNP había sido reconocida por la Junta Central Electoral apenas dos meses antes, su impacto fue insignificante. 
En 1986, con Vincho corriendo como candidato presidencial por segunda vez, la FNP obtuvo 6,684 votos, equivalentes al 0.32 por ciento de los registrados. En las elecciones de 1990, Vincho nuevamente se postuló, esta vez en busca del respaldo de los pobres, los campesinos y todos los dominicanos "que tenían esperanzas de un futuro digno". A este punto, Vincho prometió una distribución más equitativa de los bienes por vía de una reforma agraria. Para Vincho, esto constituía un cambio estructural, básico y fundamental. 
La FNP propuso integrar más plenamente los diversos sectores de la sociedad dominicana para estimular la producción, combatir el narcotráfico, la lucha contra la corrupción y mejorar el sistema de salud. Estas perspectivas no fueron suficientes para mejorar significativamente el rendimiento de la FNP con respecto a 1986. Desde 1986, Vincho ha sido un aliado del Partido de la Liberación Dominicana (PLD) y se ha constituido en un importante soporte electoral durante las dos últimas elecciones del ganador Bloque Progresista (alianza de partidos en la República Dominicana, durante el período electoral de 2004 a 2008).

### Elecciones congresuales de 2006
En las elecciones congresuales y municipales de 2006, la FNP obtuvo dos candidaturas ganadoras a la Cámara de Diputados:
- Pelegrín Castillo, Distrito Nacional
- José Ricardo Taveras Blanco, Santiago

### Elecciones presidenciales de 2008
En las elecciones presidenciales de la República Dominicana de 2008, la FNP obtuvo 48,554 votos, equivalentes al 1.19 por ciento de los registrados.

## Ideología
La Fuerza Nacional Progresista, a pesar de lo que su nombre pudiera sugerir, posee una marcada tendencia tradicionalista y conservadora, ubicándose en la derecha del espectro político. Es principalmente conocido por su defensa acérrima a políticas antimigratorias, en especial contra la inmigración haitiana; así como también por sus críticas a la educación sexual, los derechos reproductivos y el colectivo LGBT. Su discurso se centra en la defensa de la soberanía nacional, principalmente de lo que sus militantes consideran la "invasión pacífica" de ilegales haitianos al país, y de la injerencia estadounidense en la política dominicana. También apuesta por una mayor independencia del país en materia energética, mediante el uso de recursos renovables para la generación de electricidad, [cita requerida]y la explotación del gas natural y el petróleo en el país.